# Zaljev Kuskokwim
Kuskokwim Bay je zaljev na jugozapadu Aljaske.
Zaljev je na sjeverozapadu omeđen rtom Cape Avinof, a na jugu s rtom Cape Newenham'. Dug je i širok po oko 160 km. Zaljev je dobio ime po istoimenoj rijeci koja se u njega ulijeva.
Najveće naselje u zaljevu je Quinhagak.

## Vanjske poveznice
|  | Zajednički poslužitelj ima još gradiva o temi Zaljev Kuskokwim |